# Bisdom Acireale
Het bisdom Acireale (Latijn: Dioecesis Iaciensis; Italiaans: Diocesi di Acireale) is een in Italië gelegen rooms-katholiek bisdom met zetel in de stad Acireale in de provincie Catania op het eiland Sicilië. Het bisdom behoort tot de kerkprovincie Catania en is, samen met het bisdom Caltagirone, suffragaan aan het aartsbisdom Catania.
Het bisdom werd opgericht door paus Gregorius XVI op 27 juni 1844.

## Bisschoppen van Acireale
- 21 juni 1872 - 4 juli 1907: Gerlando Maria Genuardi
- 4 november 1907 - 27 september 1920: Giovanni Battista Arista CO
- 17 december 1920 - 29 maart 1922: Salvatore Bella
- 22 juli 1922 - 24 juni 1926: Fernando Cento
- 30 oktober 1927 - 7 mei 1932: Evasio Colli
- 13 augustus 1932 - 8 april 1964: Salvatore Russo
- 5 juli 1964 - 30 november 1979: Pasquale Bacile
- 30 november 1979 - 19 juni 1998: Giuseppe Malandrino
- 23 januari 1999 - 7 juni 2002: Salvatore Gristina
- 15 oktober 2002 - 26 juli 2011: Pio Vittorio Vigo
- sinds 26 juli 2011: Antonino Raspanti

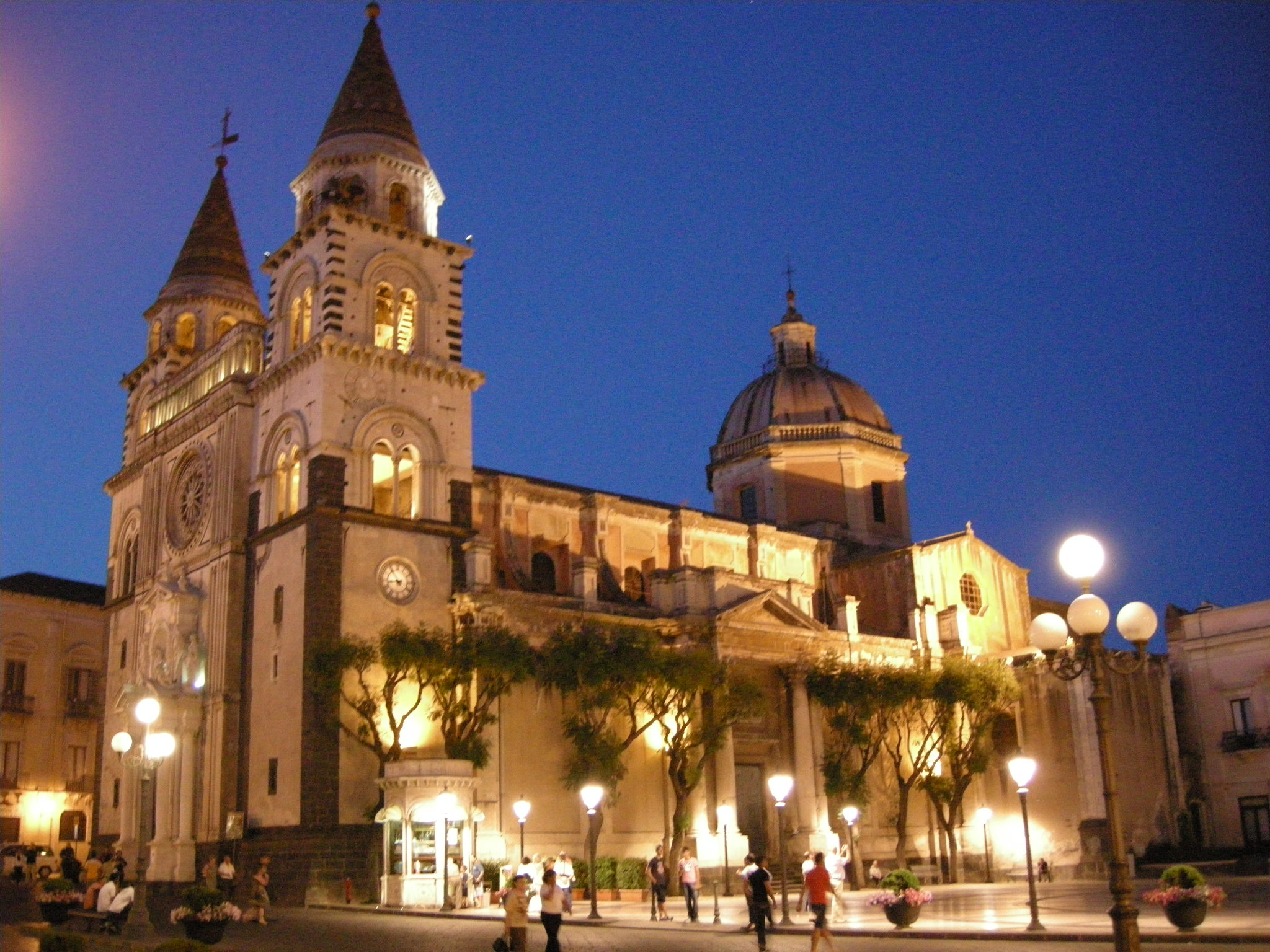
Kathedraal van Acireale